# دونالد هولمکوئست
دونالد هولمکوئست (به انگلیسی: Donald Holmquest) فضانورد اهل ایالات متحده آمریکا است که در ۷ آوریل ۱۹۳۹ میلادی در دالاس زاده شد.